# حادي (اسم)
حادي هو اسم علم مذكر من أصل عربي، ومعناه هو وهو الذي يرفع صوته بالحداء للإبل كي تسرع في مشيها.

## وصلات خارجية
- موسوعة السلطان قابوس لأسماء العرب نسخة محفوظة 5 أبريل 2019 على موقع واي باك مشين.